# Giro de Italia 1929
La 17.ª edición del Giro de Italia se disputó entre el 19 de mayo y el 9 de junio de 1929, con un recorrido de 14 etapas y 2920 km, que el vencedor completó a una velocidad media de 27,292 km/h. La carrera comenzó en Roma y terminó en Milán.
Tomaron la salida 166 participantes, de los cuales 99 terminaron la carrera. 
Alfredo Binda se adjudicó su cuarto Giro de Italia (tercero consecutivo) volviendo a dominar la carrera, aunque con diferencias sensiblemente menores en cuanto a la clasificación general, a pesar de los ocho triunfos de etapa. 
Domenico Piemontesi, vencedor de una etapa, y Leonida Frascarelli acompañaron a Binda en el podio.

## Etapas
| Etapa      | Fecha     | Recorrido           | Distancia (km) | Ganador             | Líder           |
| ---------- | --------- | ------------------- | -------------- | ------------------- | --------------- |
| 1.ª etapa  | 19 de may | Roma – Nápoles      | 235            | Gaetano Belloni     | Gaetano Belloni |
| 2.ª etapa  | 21 de may | Nápoles – Foggia    | 185            | Alfredo Binda       | Gaetano Belloni |
| 3.ª etapa  | 23 de may | Foggia – Lecce      | 282            | Alfredo Binda       | Gaetano Belloni |
| 4.ª etapa  | 25 de may | Lecce – Potenza     | 270            | Alfredo Binda       | Alfredo Binda   |
| 5.ª etapa  | 27 de may | Potenza – Cosenza   | 264            | Alfredo Binda       | Alfredo Binda   |
| 6.ª etapa  | 29 de may | Cosenza – Salerno   | 295            | Alfredo Binda       | Alfredo Binda   |
| 7.ª etapa  | 31 de may | Salerno – Formia    | 220            | Alfredo Binda       | Alfredo Binda   |
| 8.ª etapa  | 2 de jun  | Formia – Roma       | 198            | Alfredo Binda       | Alfredo Binda   |
| 9.ª etapa  | 3 de jun  | Roma – Orvieto      | 120            | Alfredo Binda       | Alfredo Binda   |
| 10.ª etapa | 4 de jun  | Orvieto – Siena     | 150            | Mario Bianchi       | Alfredo Binda   |
| 11.ª etapa | 5 de jun  | Siena – La Spezia   | 192            | Alfredo Dinale      | Alfredo Binda   |
| 12.ª etapa | 7 de jun  | La Spezia – Parma   | 135            | Domenico Piemontesi | Alfredo Binda   |
| 13.ª etapa | 8 de jun  | Parma – Alessandria | 152            | Mario Bianchi       | Alfredo Binda   |
| 14.ª etapa | 9 de jun  | Alessandria – Milán | 216            | Alfredo Dinale      | Alfredo Binda   |
| Total      | Total     | Total               | 2914           |                     |                 |

## Clasificaciones

### Clasificación general
| Clasificación general |                     |           |                   |
| Ciclista              | Ciclista            | Equipo    | Tiempo            |
| --------------------- | ------------------- | --------- | ----------------- |
| 1.º                   | Alfredo Binda       | Legnano   | 107 h 18 min 24 s |
| 2.º                   | Domenico Piemontesi | Bianchi   | + 3 min 44 s      |
| 3.º                   | Leonida Frascarelli | Ideor     | + 5 min 04 s      |
| 4.º                   | Antonio Negrini     | Maino     | + 6 min 36 s      |
| 5.º                   | Luigi Giacobbe      | Maino     | + 8 min 43 s      |
| 6.º                   | Allegro Grandi      | Bianchi   | + 12 min 52 s     |
| 7.º                   | Giuseppe Pancera    | La Rafale | + 14 min 44 s     |
| 8.º                   | Alfonso Piccin      | Bianchi   | + 15 min 29 s     |
| 9.º                   | Michele Orecchia    | La Rafale | + 15 min 33 s     |
| 10.º                  | Ambrogio Morelli    | Gloria    | + 16 min 29 s     |

### Clasificación por equipos
| Clasificación por equipos |         |        |
| Equipo                    | Equipo  | Tiempo |
| ------------------------- | ------- | ------ |
| 1.º                       | Legnano | -      |